# Groenen van Slovenië
De Groenen van Slovenië (Sloveens:Zeleni Slovenije), vaker afgekort tot ZS, is een Sloveense politieke partij. De Groenen behaalden bij de eerste democratische verkiezingen in 1990 8,8% van de stemmen. 
In 1992 traden behalve de Groenen (verkiezingsresultaat 3,7%) ook de Sloveense Ecologische Beweging (Slovensko ekološko gibanje) aan (verkiezingsresultaat 0,6%). Op dit minder succesvolle optreden van 1992 volgde de vorming van De Groenen - Ecologische Sociale Partij door een deel van de Groenen. Twee andere groeperingen gingen verder onder de oorspronkelijke naam Groenen van Slovenië en Groen Alternatief (Zelena Alternativa). 
In 1994 gingen deze Groenen - Ecologische Sociale Partij op in de Liberale Democratie van Slovenië. Bij de verkiezingen in 1996 bleven voor de overige groene partijen iets meer dan 2% van de kiezers over, terwijl dit verder slonk tot minder dan 1% in 2000.
De huidige - in 2002 heropgerichte partij - Groenen van Slovenië heeft geen parlementaire zetel. Voorzitter is Vlado Čuš. Een van de bekendere leden is oud-minister Miha Jazbinšek. Hoewel de partij zich afficheert met de Europese Federatie van Groene Partijen en de gelieerde fractie in het EP is zij hiertoe niet toegelaten noch als lid, noch als waarnemer (enige Sloveense lid is de Sloveense Jongerenpartij).
De andere groene partij, Partij van de ecologische Bewegingen, heeft evenmin een parlementszetel behaald. Voorzitter is Marinka Vovk. Een van de bekendere partijleden is oud-vicepremier van Slovenië Leo Šešerko. 

## Bekende Personen
- Miha Jazbinšek
- Leo Sešerko
- Božidar Voljč

## Verkiezingsresultaten voor deDržavni Zbor
- 1990: Groenen van Slovenië, 8,8%
- 1992: Sloveense Ecologische Beweging, 0,62 %
- 1992: Groenen van Slovenië, 3,70 %
- 1996: Groen Alternatief, 0,52 %
- 1996: Groenen van Slovenië, 1,76 %
- 2000: Verenigde Groenen, 0,90%
- 2004: Groenen van Slovenië 0,67%
- 2004: Partij van de Ecologische Bewegingen van Slovenië 0,41%